# Skrchov
Skrchov là một làng thuộc huyện Blansko, vùng Jihomoravský, Cộng hòa Séc.